# Alto El Paramito
El Alto El Paramito (9°03′39″N 70°50′31″O / 9.060787, -70.841846) es una formación de montaña ubicada en el extremo norte de la Parque nacional Sierra de La Culata en el Estado Mérida, Venezuela. A una altitud de 3.599 m. s. n. m. el Alto El Paramito es una de las montañas más altas en Venezuela. Constituye parte del límite norte del Estado Mérida con el vecino estado Trujillo.

## Ubicación
El Alto El Paramito se encuentra en el parque nacional Sierra de La Culata en el límite norte de Mérida con el Estado Trujillo. Su arista se continúa hacia el norte con la fila El Arbolito. Al oeste del Alto El Paramito está el caserío Loma Gorda y la comunidad de Piñango. Es por esta carretera que se obtiene el acceso más frecuente en dirección al río Chucurí y la Quebrada Los Corrales en la falda sur de la Loma Gorda y luego caminata hasta el caserío El Arbolito. Hacia el este esta el pico El Perol, el poblado La Tafayes y la carretera a la Lagunita. Más al norte, en la frontera límite con el estado Trujillo están el Pico San Pedro, el páramo Las Siete Lagunas, el Cerro Las Cruces y el histórico páramo de Torres y dentro de Trujillo y a poca distancia del turístico pueblo La Puerta.